# Smoke Rise
Smoke Rise és una concentració de població designada pel cens dels Estats Units a l'estat d'Alabama. Segons el cens del 2000 tenia 1.750 habitants.

## Demografia
Segons el cens del 2000, Smoke Rise tenia 1.750 habitants, 643 habitatges, i 533 famílies La densitat de població era de 104,9 habitants/km².
Dels 643 habitatges en un 33,4% hi vivien nens de menys de 18 anys, en un 75,1% hi vivien parelles casades, en un 5,8% dones solteres, i en un 17,1% no eren unitats familiars. En el 16% dels habitatges hi vivien persones soles el 6,7% de les quals corresponia a persones de 65 anys o més que vivien soles. El nombre mitjà de persones vivint en cada habitatge era de 2,72 i el nombre mitjà de persones que vivien en cada família era de 3,02.
Per edats la població es repartia de la següent manera: un 24,1% tenia menys de 18 anys, un 6,6% entre 18 i 24, un 25,8% entre 25 i 44, un 31% de 45 a 60 i un 12,5% 65 anys o més.
L'edat mediana era de 40 anys. Per cada 100 dones hi havia 98,2 homes. Per cada 100 dones de 18 o més anys hi havia 97,5 homes.
La renda mediana per habitatge era de 56.295 $ i la renda mediana per família de 57.917 $. Els homes tenien una renda mediana de 33.155 $ mentre que les dones 26.419 $. La renda per capita de la població era de 21.245 $. Aproximadament el 2,7% de les famílies i el 2,6% de la població estaven per davall del llindar de pobresa.

## Poblacions properes
El següent diagrama mostra les poblacions més properes.